# Henri Louis Dupray
Henri Louis Dupray, född 1841, död i maj 1909 i Sedan, var en fransk konstnär.
Dupray utbildade sig under Léon Cogniet och framträdde efter fransk-tyska kriget med friskt målade, genremässigt uppfattade krigslivsbilder. Dupray är även känd för sin målning Kejsarinnan Eugénies avfärd inkognito från Paris.